# 하디-리틀우드 타우버 정리
해석학에서 하디-리틀우드 타우버 정리(영어: Hardy–Littlewood Tauberian theorem)는 어떤 함수의 라플라스 변환의 극한과 함수의 적분의 극한 사이를 연관짓는 타우버 정리이다.

## 정의
유계 변동 함수
{\displaystyle f\colon [0,\infty )\to \mathbb {R} }
가 주어졌다고 하자. 그렇다면 {\displaystyle s>0}인 경우 라플라스 변환
{\displaystyle \omega (s)=\int _{0}^{\infty }\exp(-st)\,df(t)}
이 항상 존재한다. 하디-리틀우드 타우버 정리에 따르면, 임의의 음이 아닌 실수 {\displaystyle \rho \geq 0}에 대하여, 다음 두 조건이 서로 동치이다.
- {\displaystyle s\to 0^{+}}이라면 {\displaystyle \omega (s)\sim s^{-\rho }}이다.
- {\displaystyle t\to \infty }라면 {\displaystyle f(t)\sim t^{\rho }/\Gamma (\rho +1)}이다.

### 급수에 대한 형태
급수 {\displaystyle \sum _{n}a_{n}}이 주어졌다고 하자. 그렇다면, 위의 하디-리틀우드 타우버 정리를 {\displaystyle a_{k}}에 대한 계단 함수
{\displaystyle f(x)=\sum _{k=0}^{\lfloor x\rfloor }a_{k}}
에 적용하면, 다음과 같은 형태의 하디-리틀우드 타우버 정리를 얻는다. 만약
- 항상 {\displaystyle a_{n}\geq 0}이며,
- {\displaystyle y\to 0^{+}}일 때 {\displaystyle \sum _{k=0}^{\infty }a_{k}\exp(-ky)\sim 1/y}라면,

다음이 성립한다.
{\displaystyle \sum _{k=0}^{n}a_{k}\sim n\qquad (n\to \infty )}

## 따름정리
리틀우드 타우버 정리(영어: Littlewood Tauberian theorem)에 따르면, 만약 수열 {\displaystyle a_{n}}이
{\displaystyle a_{n}\in O(1/n)}
이며, {\displaystyle x\to 1^{-}}일 때
{\displaystyle \sum _{k=0}^{\infty }a_{k}x^{k}\to s}
라면,
{\displaystyle \sum _{k=0}^{\infty }a_{k}x^{k}=s}
이다. 이는 하디-리틀우드 타우버 정리
{\displaystyle \lim _{x\to 1^{-}}\sum _{k=0}^{\infty }(1-x)^{c}a_{k}x^{k}=s\implies \sum _{k=0}^{n}a_{k}\sim {\frac {s}{\Gamma (1+c)}}n^{c}}
에서, {\displaystyle c=0}인 특수한 경우이다.

## 예
하디-리틀우드 타우버 정리에서, {\displaystyle a_{n}}이 음이 아닌 수라는 조건을 생략하면, 정리는 더 이상 성립하지 않는다. 예를 들어,
{\displaystyle g(x)={\frac {1}{(1+x)^{2}(1-x)}}=1-x+2x^{2}-2x^{3}+3x^{4}-3x^{5}+\cdots =\sum _{k=0}^{\infty }g_{k}x^{k}}
를 생각하자. 이 경우 {\displaystyle x\to 1}이라면 {\displaystyle g(x)\sim 1/(4(1-x))}이지만,
{\displaystyle \sum _{k=0}^{n}g_{k}={\begin{cases}n/2+1&2\mid n\\0&2\nmid n\end{cases}}\not \sim n/4}
이다.